# Prvenstvo Hrvatske u nogometu za pionire 1993./94.
Pionirski prvaci Hrvatske u nogometu za sezonu 1993./94. su drugi put zaredom bili nogometaši Hajduka iz Splita.

## Prvi rang
Prvo je igrano po regijama nogometnog saveza, a četiri najuspješnije momčadi su se plasirale u završnicu.

### Završnica
Igrano 11. i 12. lipnja 1994. u Krapini i Bedekovčini.
Konačni poredak: 

1. Hajduk Split 

2. Croatia Zagreb 

3. Osijek 

4. Varteks Varaždin